# The Last Wave
The Last Wave (im Original La Dernière Vague) ist eine französische Mysteryserie aus dem Jahr 2019. Die Serie war von Beginn an als Miniserie geplant, France 2 plant auch keine zweite Staffel.

## Handlung
In der fiktiven französischen Küstenstadt Brizan am Atlantik taucht plötzlich am Himmel eine seltsame Wolke auf. Während eines Surfwettbewerbs nähert sich die Wolke bis an die Küstenlinie an und verschluckt die Surfer, die nach dem Auflösen der Wolke spurlos verschwunden sind. Nach einer erfolglosen Suche tauchen die Surfer nach fünf Stunden wieder auf. Keiner der Verschwundenen kann sich erinnern, was in den fünf Stunden passiert ist.
Langsam stellt sich heraus, dass sich die Surfer verändert haben: Narben sind verschwunden, Augenfarben haben sich geändert und die Surfer entwickeln übernatürliche Fähigkeiten, wie die der Heilung durch Handauflegung oder das Atmen unter Wasser.

## Besetzung und Synchronisation
Die deutsche Synchronisation entstand 2020 nach einem Synchronbuch von Katja Brügger und Joachim Kretzer unter der Dialogregie von Henning Stegelmann und Karin Grüger im Auftrag der Studio Hamburg Synchron.

### Hauptrollen
| Rolle              | Darsteller          | Erscheinen | Synchronsprecher          |
| ------------------ | ------------------- | ---------- | ------------------------- |
| Ben Lebon          | David Kammenos      | 1–6        | Sebastian Christoph Jacob |
| Lena Lebon         | Marie Dompnier      | 1–6        | Katharina Spiering        |
| Julien Lewen       | Arnaud Binard       | 1–6        | Thomas Schmuckert         |
| Marianne Lewen     | Lola Dewaere        | 1–6        | Nora Kunzendorf           |
| Yaël Lebon         | Capucine Valmary    | 1–6        | Franziska Trunte          |
| Faust Ketchak      | Guillaume Cramoisan | 1–6        | Sascha Rotermund          |
| Thomas Lewen       | Gaël Raës           | 1–6        | Emile Ismailov            |
| Max Alcorta        | Roberto Calvet      | 1–6        | Nicolas Rathod            |
| Mathieu Ketchak    | Théo Christine      | 1–6        | Lasse Dreyer              |
| Pierre Mattéoli    | Olivier Barthélémy  | 1–6        | Christoph Drobig          |
| Irène Lecap        | Isabel Otero        | 1–6        | Svantje Wascher           |
| Juliette Dubrovsky | Alexia Barlier      | 1–6        |                           |
| Cathy Alcorta      | Odile Vuillemin     | 1–6        |                           |

### Nebenrollen
| Rolle           | Darsteller      | Erscheinen | Synchronsprecher |
| --------------- | --------------- | ---------- | ---------------- |
| Noé Alcorta     | Evan Naroditzky | 1–6        | Kian Weichert    |
| Romain Portella | Timothé Grilo   | 1–5        | Junus Yazdani    |
| Steven          | Maceo Simon     | 1–6        | Max Felder       |
| Carla           | Aurore Frémont  | 1–3        | Meike Finck      |
| Djibril         | Mehdi Bouguetof | 1–4        | Linus Drews      |
| Killian         | Julien Lagueny  | 1–4        | Oscar Räuker     |
| Margot          | Alice Varela    | 1–4        | Marija Mauer     |
| Tonio           | Loïc Bouadla    | 1–4        | Kaze Uzumaki     |

## Produktion und Ausstrahlung
Die Dreharbeiten für die Miniserie fanden im Sommer 2018 im südwestfranzösischen Département Landes an der Atlantikküste, unter anderem in den Orten Mimizan, Lit-et-Mixe, Contis-les-Bains, Biscarrosse und Capbreton statt.
France 2 strahlte die Serie jeweils als Doppelfolgen am 21. und 28. Oktober sowie am 4. November 2019 aus. In Frankreich schalteten zwischen 3,7 und 3,2 Millionen Zuschauer, 13,2 % bis 15,2 % der relevanten Zielgruppe ein. In Deutschland wurden alle Folgen hintereinander in der Nacht vom 26. auf den 27. Juni 2020 bei ZDFneo ausgestrahlt und waren ab dem 27. Juni 2020 in der ZDFmediathek abrufbar.

## Episodenliste
| Nr. (ges.) | Nr. (St.) | Deutscher Titel          | Originaltitel | Erstausstrahlung Frankreich | Deutschsprachige Erstausstrahlung (D) | Regie           | Drehbuch                          |
| ---------- | --------- | ------------------------ | ------------- | --------------------------- | ------------------------------------- | --------------- | --------------------------------- |
| 1          | 1         | Fünf Stunden             | Cinq heures   | 21. Okt. 2019               | 26. Juni 2020                         | Rodolphe Tissot | Raphaëlle Roudaut & Alexis Le Sec |
| 2          | 2         | Mysteriöse Veränderungen | Le retour     | 21. Okt. 2019               | 26. Juni 2020                         | Rodolphe Tissot | Raphaëlle Roudaut & Alexis Le Sec |
| 3          | 3         | Aufstand                 | Révolte       | 28. Okt. 2019               | 26. Juni 2020                         | Rodolphe Tissot | Raphaëlle Roudaut                 |
| 4          | 4         | Die Explosion            | Déflagration  | 28. Okt. 2019               | 27. Juni 2020                         | Rodolphe Tissot | Raphaëlle Roudaut & Sophie Hiet   |
| 5          | 5         | Bumerang                 | Boomerang     | 4. Nov. 2019                | 27. Juni 2020                         | Rodolphe Tissot | Raphaëlle Roudaut & Sophie Hiet   |
| 6          | 6         | Botschafter              | Les messagers | 4. Nov. 2019                | 27. Juni 2020                         | Rodolphe Tissot | Raphaëlle Roudaut & Sophie Hiet   |

## Rezeption
Von Kritikern wurde die Serie insgesamt eher negativ aufgenommen, auf Zeit Online lobt Carolin Ströbele den schönen Plot, kritisiert jedoch, dass es sich um eine französische Sparproduktion handelt, die in Hollywood vermutlich etwas hätte werden können.
Oliver Armknecht stellt auf film-rezensionen.de fest, dass The Last Wave eine Serie ist, bei der überhaupt nicht klar wird, was ihr Konzept ist. Auch er bezeichnet die Idee als gelungen, die Aufklärung, was genau mit den Surfern passiert ist, geschehe jedoch völlig beiläufig und lieblos. Die gezeigten Konflikte der einzelnen Rollen befinden sich seiner Meinung nach auf einem Seifenoperniveau und drängende Konflikte aus den übernatürlichen Fähigkeiten der Charaktere werden nur wenig behandelt.
Jan Lehr schreibt in der Nordwest-Zeitung, dass es den Drehbuchautoren in The Last Wave gelingt, eine Atmosphäre der Unsicherheit zu kreieren und die Figuren durch ihre Beziehungen reichlich Konflikte mit ins Spiel bringen. Er bewertet die Serie als insgesamt spannend und geheimnisvoll.